# Osechi-ryōri

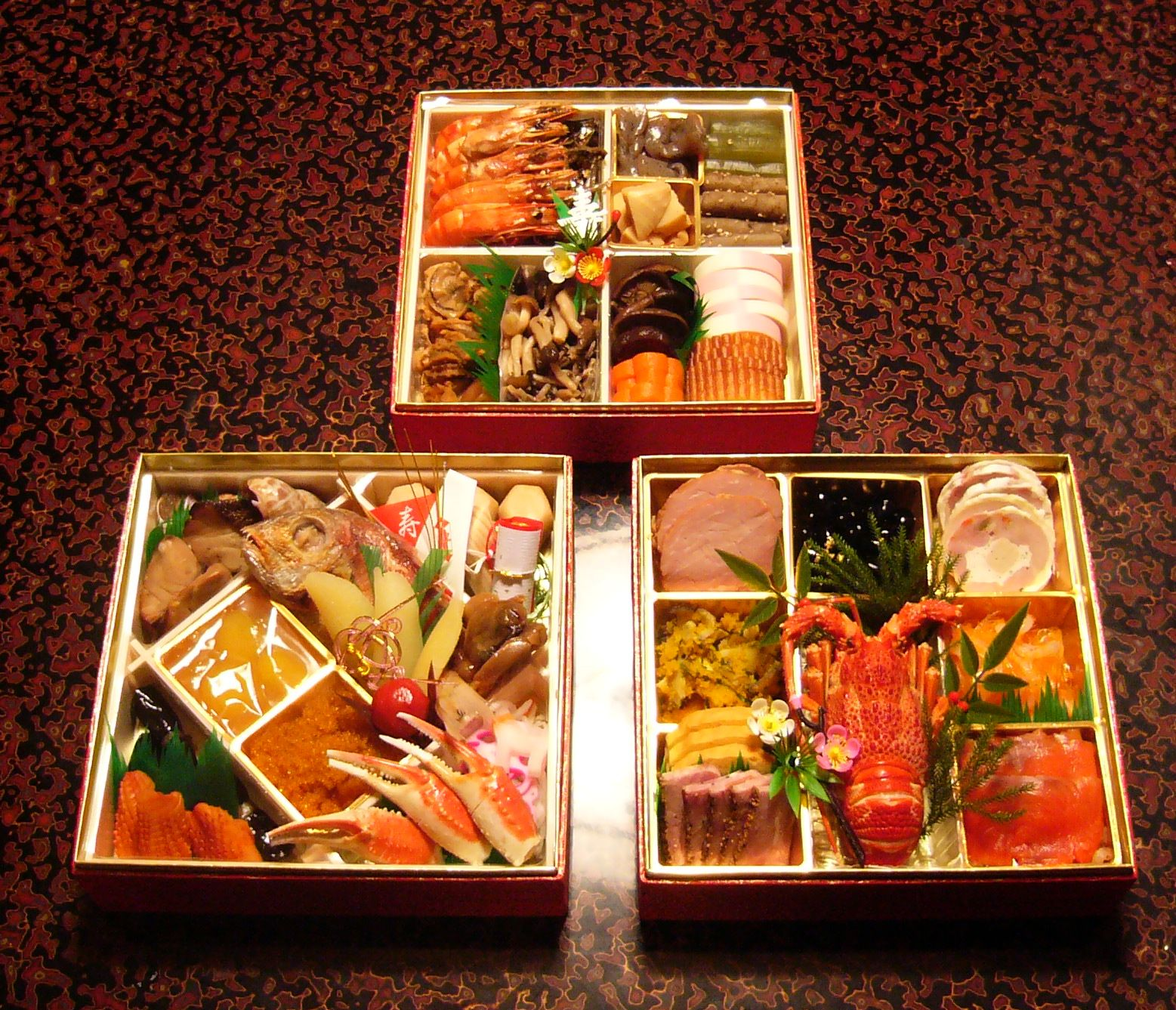
Osechi

Osechi-ryōri (japanisch 御節料理 oder お節料理, kurz Osechi) sind traditionelle japanische Neujahrsgerichte. Die Tradition begann in der Heian-Zeit (794–1185). Osechi kann man leicht an ihren speziellen Schachteln (jūbako) erkennen, die an Bentō-Boxen erinnern. Wie Bentō-Boxen werden die jūbako vor und nach dem Gebrauch oft aufgestapelt.

## Typische Gerichte
Die zu den osechi gehörenden Gerichte haben alle eine bestimmte Bedeutung in Bezug zum neuen Jahr. Beispiele sind:
- Daidai (橙, Citrus aurantium var. daidai), eine japanische Bitterorange. Daidai bedeutet auch „Von Generation zu Generation“, wenn man es mit den Kanji 代々 schreibt. Wie kazunoko weiter unten, symbolisiert es den Wunsch nach Kindern im neuen Jahr.
- Datemaki (伊達巻 oder 伊達巻き), süßes, zusammengerolltes Omelett, gemischt mit Fischpaste oder pürierten Garnelen. Sie symbolisieren den Wunsch nach vielen erfolgverheißenden Tagen. An diesen Tagen (晴れの日, hare-no-hi) trugen die Japaner traditionell gute Kleider.
- Kamaboko (蒲鉾), Scheiben aus gedämpfter Fischpaste. Traditionell benutzt man Scheiben aus rotem und weißem Kamaboko, die abwechselnd in Reihen oder Mustern angeordnet werden. Farbe und Form erinnern an das Symbol der aufgehenden Sonne und haben eine festliche Bedeutung.
- Kazunoko (数の子), Heringsrogen. Kazu bedeutet „Zahl“ und ko bedeutet „Kind“. Es symbolisiert den Wunsch nach vielen Kindern im neuen Jahr.
- Konbu (昆布), eine Art Seetang, wird mit dem Wort 喜ぶ yorokobu assoziiert, das „sich freuen“ bedeutet.
- Kuro-mame (黒豆), Schwarze Sojabohnen. Mame heißt auch „Gesundheit“ und symbolisiert den Wunsch nach Gesundheit im neuen Jahr.
- Tai (鯛), die Meerbrasse, japanisch tai, wird mit dem japanischen Wort Medetai in Verbindung gebracht, das ein erfolgversprechendes Ereignis symbolisiert.
- Tazukuri (田作り), getrocknete Sardinen, die in Sojasauce gekocht werden. Die wörtliche Bedeutung der Kanji in tazukuri ist „Reisfeldmacher“, da Fisch früher zum Düngen der Reisfelder verwendet wurde. Sie symbolisieren eine reiche Ernte.

## Geschichte
Der Begriff osechi bezog sich ursprünglich auf o-sechi, eine Jahreszeit oder einen wichtigen Zeitabschnitt. Der Neujahrstag war eines der fünf jahreszeitlichen Feste (節句 Sekku) am kaiserlichen Hof in Kyōto. Dieser Brauch, bestimmte Tage zu feiern, kam von China nach Japan.
Früher war es in den ersten drei Tagen des neuen Jahres tabu, einen Herd zu benutzen und Mahlzeiten zu kochen. Ausnahme war das Kochen von Zōni-Suppe. Da die Frauen zu Beginn des neuen Jahres nicht kochten, wurden die Osechi am Ende des alten Jahres vorbereitet. Heute werden die Osechi in den meisten Familien wie normale Mahlzeiten gekocht und der religiöse Aspekt ist verloren gegangen.
In den frühesten Zeiten bestand Osechi nur aus Nimono, verschiedenem gekochten Gemüse mit Sojasauce und Zucker oder Mirin (süßem Reiswein). Mit der Zeit kamen mehr und mehr Gerichte hinzu.
Heute kann sich Osechi auf jedes speziell für das neue Jahr zubereitete Essen beziehen, auch einige ausländische Gerichte haben als „Westliche osechi“ (西洋お節 seiyō-osechi) oder „Osechi chinesischen Stils“ (中華風お節 chūkafū osechi) Einzug gehalten. Während osechi traditionell zu Hause zubereitet wurden, werden sie heute auch in Spezialitätengeschäften, Lebensmittelläden und Convenience stores angeboten.
Besonders in Haushalten, in denen die Osechi noch immer zu Hause hergestellt werden, wird am Tag vor Neujahr toshi-koshi soba (年越し蕎麦) gegessen. Ihr Name bedeutet wörtlich „jahres-überquerende Soba.“
Obwohl es einige damit verbundene Symbole gibt, wie langes Leben, Gesundheit und Energie für das kommende Jahr, ist diese Tradition wohl eher pragmatischer Natur: Die ohnehin mit der Vorbereitung der Osechi für mehrere Tage stark beschäftigte traditionelle Hausfrau bevorzugte es, für diesen Tag eine einfach zu bereitende Mahlzeit zu servieren. Es wird von vielen Japanern als ungünstiges Zeichen angesehen, von der toshi-koshi soba etwas übrig zu lassen.